# 台湾法
台湾法（たいわんほう）においては中華民国（台湾）における法について解説する。

## 台湾法制史
台湾近代の歴史は、1945年の第二次世界大戦の終結を境として、日本時代と中華民国時代に分けられる。台湾の法体制も、日本統治期の法体制から中華民国の法体制にシフトした。日本統治期の法体制については、さらに「特別法制時期」と「内地法制延長時期」に分かれる。中華民国の法体制も「権威的統治時期」と「自由民主的法制時期」に分かれる。

### 「特別法制時期」
「特別法制時期」（1895年から1922年まで）においては、日本本土と植民地たる台湾との間の政治、文化、慣習、国民感情などの違いが強く意識され、有効な植民地統治の遂行を目的として、台湾において日本本土のそれと異なる「特別法域」が形成された。まず、植民地の統治権に関わる法領域例えば刑事法や行政法などの領域は、その大部分が植民地統治機構たる台湾総督の命令である律令に任されていた。そこにおいては戦前の日本法制における形式的近代性さえも、植民地に対する強権的な支配のために大幅に取り除かれていたのである。しかし一方で、一般人の日常生活に関わる民事法や商事法は、現地台湾の慣習に従うとされていた。当時の台湾の慣習は中国の伝統的な法規範から大きな影響を受けていた。こうした事情もあって、慣習調査が早い時期から行われた。その成果は臨時台湾旧慣調査会による、『台湾私法』、『台湾蕃族慣習研究』として結実した。

### 「内地法制延長時期」
植民地支配の沈静化と安定化につれて、植民地に対する差別によって民族意識が高揚すること、さらには独立運動の可能性を防ぐため、大日本帝国の植民地統治政策は、「内地延長主義」に転じた。この「内地法制延長時期」（1923年から1945年まで）明治憲法をはじめとして、日本本土の民法、商法、刑事法および多くの行政法令は、特段の法令規定がない限り、直接台湾で施行されるとされた。台湾へ日本法例が直接に適用されることにより、一時的にではあるが台湾の人民に自由民主主義の思想をもたらした。しかし、日中戦争の勃発によって、台湾も日本とともに「戦時法体制」に突入し、「皇民化」を大義名分とした「内地延長主義」により、一転して独裁専断的な法規範が台湾に持ち込まれるようになった。

### 「権威的統治法制時期」
1945年8月15日、日本はポツダム宣言を受諾し、同年9月2日、東京湾のアメリカ軍艦ミズーリ号上において重光葵外相が降伏文書に署名した。同日GHQは、一般命令第1号により、日本に対し台湾の中華民国への返還を求めた。この前日の9月1日に中華民国国民党政権は、台湾省行政長官公署組織大綱を定め、陳儀を台湾省行政長官兼台湾警備総司令に任じた。10月25日受降式典が行われ、台湾の主権は中華民国に帰属した。中国大陸では、北京に続き南京放棄、上海陥落と国民政府軍の敗退は決定的になり、蔣介石国民党総裁は1949年7月24日、アモイから台湾に逃れてきた。この国民党政府の移駐に伴い、中華民国の法体制が台湾に持ち込まれ、前述の日本時代の法体制をほぼ完全に取り換えた。この中華民国の法体制は、1930年代前後にその当時のドイツ法をモデルとして制定された諸法典および1946年に制定されたが、事実上効力を停止されている中華民国憲法と、同憲法を停止させている根拠である「動員戡乱時期臨時条款」という戦時法律から構成される。この時期（1945年から1987年）の諸法典は、その内容自体は、個人の自由と権利の保護を目的とする近代的なもののみならず、個人の積極的な社会的権利の保障を目的とする現代的なものも含まれていた。しかし、「動員戡乱時期臨時条款」と、とそれにつづく38年間にわたる戒厳令下では、自由民主的な法制の形骸化がもたらされた。

### 「自由民主的法制時期」
1987年に軍事戒厳令が解除された以降の台湾の民主化により、軍事独裁政権は徹底的に覆された。「動員戡乱時期臨時条款」の廃止、7回にわたる憲法改正、国会議員の全面改選、総統の直接選挙、司法改革、「公民投票法」、行政手続法の制定、行政訴訟法の全面的改正などである。

## 台湾法の特色
上記の沿革により、台湾法の法体系は、基本的に成文法を原則とする大陸法系に属する。したがって、憲法をはじめとして、民法、刑法、民事訴訟法、刑事訴訟法、行政手続法、訴願法、行政訴訟法、国家賠償法は、主として大陸法系の法典を参照して制定されたものである。しかし、商業等の経済関係に関する法典、例えば、会社法、銀行法、証券取引法、知的財産権諸法などは、その法形式こそ成文法を採用しているが、実体的規範内容は、英米法の規範内容を少なからず参照している。以下、台湾法を代表する主な法制を概観する。

### 中華民国憲法
まずは、台湾の憲法である「中華民国憲法」である。この憲法は、1946年12月25日に中国における国民大会において採択され、1947年1月1日に公布、同年12月25日に施行された。憲法は制定されはしたが、中国大陸においては、中国共産党と国民党の主導権争いが内乱に発展し、国民党は共産党勢力の制圧を目指して軍事活動を展開した。しかし憲法を基本法としていたのでは共産党勢力の制圧が不十分であることから、平時の国家秩序を修正して戦時体制をとる必要が生じた。そこで国民党政府は、1948年5月10日、2年間を限度として事実上憲法の諸制度を停止する「動員戡乱時期臨時条款」を公布した。一方「中華民国憲法」のほうは、国民党政府の移駐先に持ち込まれたのち、台湾で実施された。したがって、この憲法の制定過程においては、台湾の国民は、全く関与していない。本「中華民国憲法」は、前文と総則、人民の権利義務、国民大会、総統、行政、立法、司法、考試、監察、中央と地方の権限、地方制度、選挙、基本国策、憲法の施行及び改正の全14章175条から構成されている。まず「人民の権利義務」においては、各種の自由権、平等権、労働権、生存権、財産権、争訟権、各種参政権、試験を受けて公職に就く権利、教育を受ける権利等の基本的人権が定められている。「国民大会」以下の章においては、行政、立法、司法、選考と人事管理（考試）監察という五権の水平的分立、中央と地方の垂直的分権が定められている。

### 台湾の民法
台湾の民法は、1920年代から1930年代にかけて中国大陸で制定された法律で、総則編、債権編、物権編、親族編および相続編の5編から構成される民法典であり、1255条からなる。制定当時は、特に家族編と相続編につき中国の伝統法や慣習法を取り入れた。1982年以降、家族編と相続編における男女平等に違反する規定を中心に計14回の改正がなされた。